# Дауров, Аслан Алиевич
Аслан Алиевич Дауров (24 июля 1940, а. Хабез, ЧАО — 8 марта 1999, а. Хабез, КЧр) — советский композитор, директор Черкесского музыкального училища (1972—1983), лауреат Государственной премии РСФСР имени М. И. Глинки (1991), первый черкесский профессиональный композитор.

## Биография

### Учёба
В 1957 году, во время празднования 400-летия вхождения Черкесии в состав России, школьник Аслан в составе делегации деятелей культуры и искусства Карачаево-Черкесии впервые побывал в Москве.
Окончил среднюю школу с серебряной медалью.
В 1959—1963 годах учился на дирижёрско-хоровом отделении Ставропольского музыкального училища.
В этот период написаны первые песни, марши на черкесские темы для духового оркестра, фантазия об Эльбрусе.
В 1963 году поступил в Московскую государственную консерваторию им. Петра Чайковского, причём сразу на два отделения — дирижёрское и композиторское, учился у композитора В. Г. Фере.
Присутствовал на уроках и концертах музыкантов Г. Г. Нейгауза, М. Л. Ростроповича. Общался с преподававшим тогда в консерватории композитором Р. К. Щедриным, занимался у педагогов-музыкантов, композиторов Н. П. Ракова, В. Г. Агафонникова, Ю. Н. Холопова и других. Учился вместе с композиторами К. Волковым, О. Галаховым, В. Калистратовым, Ш. Чалаевым, Г. Гладковым, М. Дунаевским, А. Рыбниковым.
В 1981 году поступил в аспирантуру при консерватории. В годы учёбы в консерватории Дауров активно работал в области композиции.

### Композиторская деятельность
В 1972—1983 годах являлся директором Черкесского музыкального училища. Также в этот период возглавлял секцию композиторов и мелодистов КЧАО.
В 1970-е годы создал народный симфонический оркестр при Черкесском музыкальном училище.
В 1993 году стал председателем Карачаево-Черкесского отделения Союза композиторов РФ.
Последние годы жизни жил в Нальчике. Работал музыкальным редактором Кабардино-Балкарского радиовещания.

## Музыкальные сочинения
Им были написаны вокальные и инструментальные сочинения, обработано множество народных песен. Наиболее известное произведение — кантата «Карачаево-Черкесия моя» (1967). Одна из мелодий кантаты стала музыкой гимна Карачаево-Черкесии.
Является автором рапсодий и вокальных циклов, одноактного балета и оратории «Горская баллада о Ленине», «Кавказских сюит» для хора и оркестра, многих песен, пять из которых получили премию на Всесоюзном смотре молодых композиторов.
Обработал более 60 песен народов Северного Кавказа. Эти и другие его музыкальные произведения изданы в двух томах в Москве (2007).

## Награды
- Заслуженный деятель искусств РСФСР (1991)[2].
- Заслуженный деятель искусств Абхазской АССР (1976).
- Государственная премия РСФСР имени М. И. Глинки (1991).

## Память
- Памятник Даурову в Черкесске, установлен в 2005 году[3]
- Музей Даурова в Черкесске, открыт 13 ноября 2008 года.
- Карачаево-Черкесский государственный колледж культуры и искусств носит имя Даурова.